# Truth or Consequences
Truth or Consequences é uma cidade, estância termal e sede do Condado de Sierra, no estado do Novo México, nos Estados Unidos da América. Sua população era de 6475 habitantes de acordo com o censo demográfico de 2010. É conhecida pelo estado do Novo México de "T or C" ("T ou C").
Originalmente era chamada de "Hot Springs", mas mudou seu nome para homenagear um programa de rádio popular na década de 1950 nos Estados Unidos, quando Ralph Edward anunciou que  faria o programa na primeira cidade que mudasse de nome para o nome do programa. Ralph Edwards visitou a cidade todos os primeiros fins-de-semana de maio durante os 50 anos seguintes. Esse "evento" acabou sendo chamado de "Fiesta" e incluía um concurso de beleza, um desfile, e shows.
A Virgin Galactic, a primeira empresa a oferecer pacotes de turismo espacial (com viagens para o espaço), decidiu colocar sua matriz principal na cidade de Upham, no Novo México, a 25 milhas ao sul de Truth or Consequences. As primeiras viagens eram esperadas  começar em 2015.

## Demografia
Segundo o censo americano de 2000, a sua população era de 7289 habitantes.
Em 2006, foi estimada uma população de 6915, um decréscimo de 374 (-5.1%).

## Geografia
De acordo com o United States Census Bureau tem uma área de
33,1 km², dos quais 32,8 km² cobertos por terra e 0,3 km² cobertos por água.

## Localidades na vizinhança
O diagrama seguinte representa as localidades num raio de 56 km ao redor de Truth or Consequences.